# Son Oms
Son Oms és una antiga possessió situada al terme municipal de Palma, Mallorca, al barri de l'aeroport, al districte de Llevant, vora el camí de Muntanya Sa Torre-Es Teix. Actualment es troba totalment establerta. En les seves terres es construí, els anys 70 del segle xx, la segona pista de l'aeroport de Son Sant Joan i el polígon de serveis de Son Oms.
El 1632 pertanyia al senyor Joan Sunyer, propietari també de la veïna possessió de Son Sunyer. Es dedicava al conreu de cereals, lleguminoses i hortalisses. El 1743 era del noble Nicolau de Pueyo i Rossinyol, marquès de Campofranco i cavaller de l'orde i milícia de Calatrava.

## Construccions

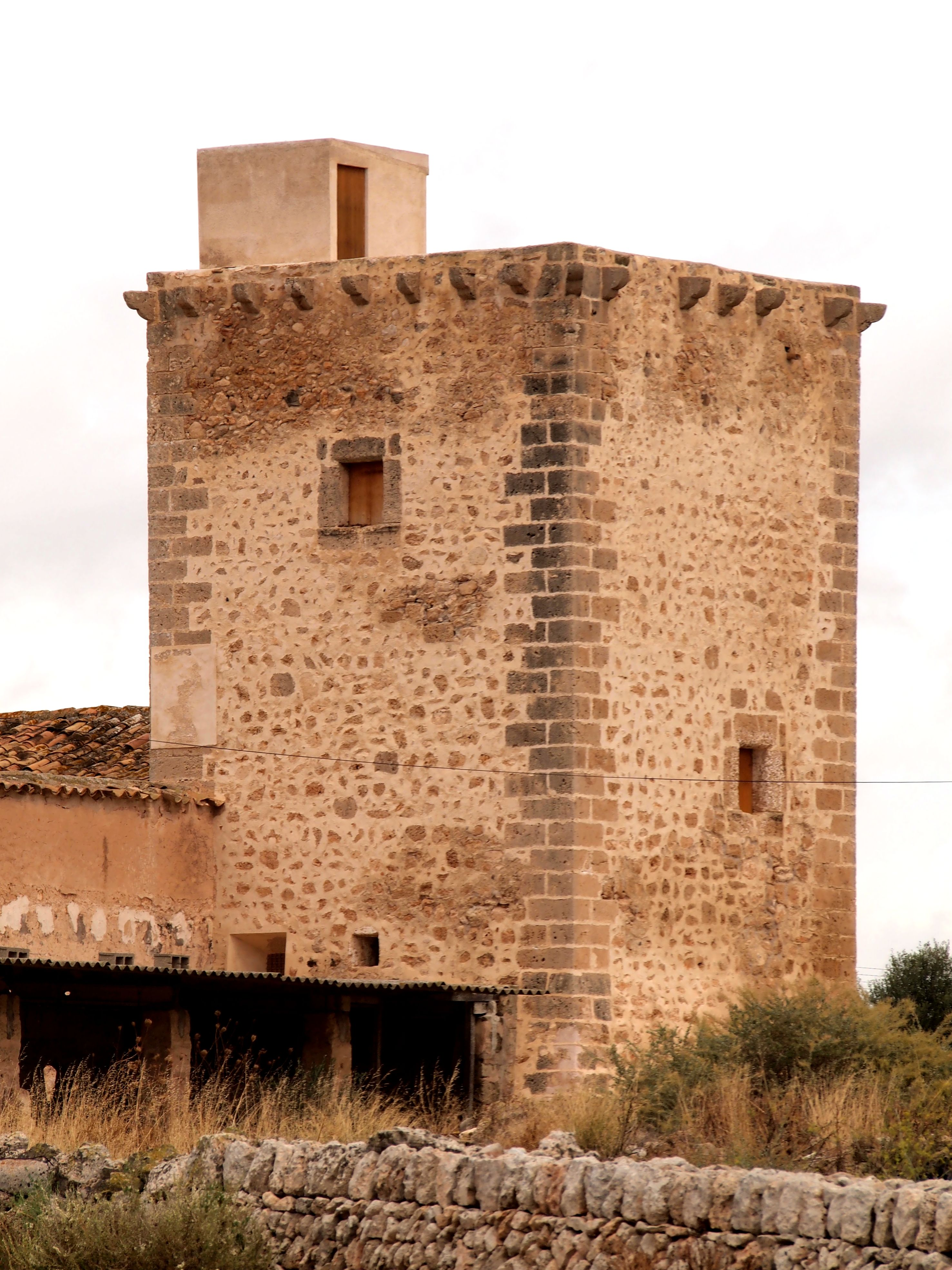
Torre de defensa de Son Oms

Les cases estan aïllades dalt d'un turonet. Tenen clastra i, aferrada a elles, en destaca una torre de defensa de planta quadrada. També hi ha altres dependències típiques de les possessions mallorquines.

## Restes arqueològiques
Els anys setanta fou destruït un importantíssim jaciment prehistòric amb un poblat talaiòtic, un santuari i construccions pretalaiòtiques, amb motiu de la construcció de la segona pista de l'aeroport de Palma. Es tracta del jaciment de Son Oms Vell, situat dins la Pleta de Son Vidal Nou. Actualment només es conserva el santuari, desplaçat al lateral de la sortida 7a de l'autopista de Llucmajor (Ma-19).